# Jüdische Gemeinde Friedelsheim
Die jüdische Gemeinde Friedelsheim in Friedelsheim bestand bis 1922. Sie gehörte zum Bezirksrabbinat Frankenthal.

## Geschichte
Zu der kleinen jüdischen Gemeinde zählten auch die jüdischen Einwohner von Gönnheim. Bis zur Mitte des 19. Jahrhunderts stieg die Zahl der jüdischen Gemeindemitglieder an. Dann kam es wie in fast allen jüdischen Gemeinden zu Ab- und Auswanderungen in die größeren Städte und ins Ausland. 1920 war die Zahl der Mitglieder der jüdischen Gemeinschaft so weit zurückgegangen, dass diese auf eigenen Wunsch aufgelöst wurde. Die noch verbliebenen jüdischen Einwohner gehörten ab diesem Zeitpunkt zur jüdischen Gemeinde in Bad Dürkheim.

## Entwicklung der jüdischen Einwohnerzahl
| Jahr | Juden | Jüdische Familien | Bemerkung                                  |
| ---- | ----- | ----------------- | ------------------------------------------ |
| 1801 | 38    |                   | 8 Prozent der Bevölkerung von Friedelsheim |
| 1825 | 46    |                   |                                            |
| 1848 | 61    |                   |                                            |
| 1875 | 49    |                   |                                            |
| 1900 | 28    |                   |                                            |

Quelle: alemannia-judaica.de; jüdische-gemeinden.de;

## Einrichtungen

### Synagoge
Die Synagoge in Friedelsheim wurde zwischen 1851 und 1854 in der Bahnhofstraße 8, auf dem hinteren Teil des Grundstückes errichtet. 1920 wurde die Synagoge aufgegeben und 1922 von der jüdischen Gemeinde verkauft. 1930 wurde das Gebäude umgebaut und Sozialwohnungen eingerichtet. Heute ist die ehemalige Synagoge ein denkmalgeschütztes Wohnhaus in privater Hand.

### Mikwe
Die Gemeinde verfügte über eine Mikwe.

### Friedhof
Die Toten wurden auf dem jüdischen Friedhof Wachenheim beigesetzt. Dieser diente vielen jüdischen Gemeinden der Umgebung als Friedhof.

### Schule
Die Gemeinde verfügte über eine Schule. Angaben ob eventuell ein eigener Lehrer in der Gemeinde angestellt oder ein Lehrer von außerhalb von Friedelsheim den Unterricht und andere religiöse Aufgaben wahrnahm, sind nicht bekannt. 

## Opfer des Holocaust
Das Gedenkbuch – Opfer der Verfolgung der Juden unter der nationalsozialistischen Gewaltherrschaft 1933–1945 und die Zentrale Datenbank der Namen der Holocaustopfer von Yad Vashem führen 13 Mitglieder der jüdischen Gemeinschaft Friedelsheim (die dort geboren wurden oder zeitweise lebten) auf, die während der Zeit des Nationalsozialismus ermordet wurden.
| Name       | Vorname            | Todeszeitpunkt    | Alter     | Ort des Todes                     | Bemerkung | Quellen |
| ---------- | ------------------ | ----------------- | --------- | --------------------------------- | --- | --- |
| Abraham    | Mathilde           | unbekannt         | unbekannt | Vernichtungslager Sobibor         | Deportation am 11. Juni 1942 von Frankfurt nach Vernichtungslager Sobibor                                                                                     | Yad Vashem (Datenbank, Datensatz Nr. 11455931) / Gedenkbuch für die Opfer der NS-Judenverfolgung in Deutschland                 |
| Feibelmann | Johanna            | unbekannt         | unbekannt | unbekannt                         | Deportation am 28. Mai 1942 von Frankfurt. Zielort unbekannt                                                                                                  | Yad Vashem (Datenbank, Datensatz Nr. 11495154) / Gedenkbuch für die Opfer der NS-Judenverfolgung in Deutschland                 |
| Koburger   | Melanie            | unbekannt         | unbekannt | Vernichtungslager Kulmhof         | Deportation ab Düsseldorf am 27. Oktober 1941 nach Ghetto Litzmannstadt. Im September 1942 Deportation nach Vernichtungslager Kulmhof                         | Yad Vashem (Datenbank, Datensatz Nr. 11564661) / Gedenkbuch für die Opfer der NS-Judenverfolgung in Deutschland                 |
| Lang       | Sigmund (Siegmund) | 14. Juni 1941     | 66 Jahre  | Internierungslager Recebedou      | Deportation am 22. Oktober 1940 ab Baden nach Internierungslager Gurs. Deportation nach Internierungslager Recebedou                                          | Yad Vashem (Datenbank, Datensatz Nr. 3195065 und Nr. 11570210) / Gedenkbuch für die Opfer der NS-Judenverfolgung in Deutschland |
| Löb        | Emma               | 8. Mai 1944       | 65 Jahre  | psychiatrische Anstalt Lannemezan | Deportation am 22. Oktober 1940 ab Baden nach Internierungslager Gurs. Verlegung nach psychiatrische Anstalt Lannemezan                                       | Yad Vashem (Datenbank, Datensatz Nr. 3199635 und Nr. 11581839) / Gedenkbuch für die Opfer der NS-Judenverfolgung in Deutschland |
| Mayer      | Arthur             | unbekannt         | unbekannt | Vernichtungslager Treblinka       | Deportation ab Darmstadt am 30. September 1942 nach Vernichtungslager Treblinka (vermutlich über das Ghetto Theresienstadt)                                   | Yad Vashem (Datenbank, Datensatz Nr. 587224 und Nr. 11590661) / Gedenkbuch für die Opfer der NS-Judenverfolgung in Deutschland  |
| Dornberger | David              | unbekannt         | unbekannt | Konzentrationslager Auschwitz     | Deportation am 22. Oktober 1940 ab Baden nach Internierungslager Gurs. Am 5. August Deportation nach Konzentrationslager Auschwitz (Transport 17, Zug 901-12) | Yad Vashem (Datenbank, Datensatz Nr. 3169921 und Nr. 11489521) / Gedenkbuch für die Opfer der NS-Judenverfolgung in Deutschland |
| Rüb        | Bertha             | unbekannt         | unbekannt | Ghetto Minsk                      | Deportation am ab Frankfurt a. Main am 12. November 1941 nach Ghetto Minsk                                                                                    | Yad Vashem (Datenbank, Datensatz Nr. 11620090) / Gedenkbuch für die Opfer der NS-Judenverfolgung in Deutschland                 |
| Weil       | Simon              | 12. Oktober 1942  | 87 Jahre  | Ghetto Theresienstadt             | Deportation ab Darmstadt am 27. September 1942 nach Ghetto Theresienstadt                                                                                     | Yad Vashem (Datenbank, Datensatz Nr. 11651835) / Gedenkbuch für die Opfer der NS-Judenverfolgung in Deutschland                 |
| Reinmann   | Jacob              | 13. Dezember 1941 | 77 Jahre  | Internierungslager Recebedou      | | Yad Vashem (Datenbank, Datensatz Nr. 3211572)                                                                                   |
| Hirsch     | Hermann            | 3. Dezember 1940  | 72 Jahre  | Internierungslager Gurs           | | Yad Vashem (Datenbank, Datensatz Nr. 3185289)                                                                                   |
| Hess       | Therese            | 8. November 1940  | 92 Jahre  | Internierungslager Gurs           | | Yad Vashem (Datenbank, Datensatz Nr. 3184960)                                                                                   |
| Weil       | Eugenia            | unbekannt         | unbekannt | unbekannt                         | | Yad Vashem (Datenbank, Datensatz Nr. 1834707)                                                                                   |